# Lepidodactylus intermedius
Lepidodactylus intermedius är en ödleart som beskrevs av  Ilya Sergeevich Darevsky 1964. Lepidodactylus intermedius ingår i släktet Lepidodactylus och familjen geckoödlor. Inga underarter finns listade i Catalogue of Life.